# Erasmus (trein)
De Erasmus was een Europese internationale trein voor de verbinding Den Haag - München. De Erasmus werd vernoemd naar de bekende Rotterdamse filosoof Desiderius Erasmus.

## Trans Europ Express
De Erasmus is op 3 juni 1973 in het TEE-net opgenomen met de treinnummers TEE 24/25. De eerste jaren werd gestart uit Den Haag HS. Na de opening van Den Haag CS in 1976 werd dat het vertrekpunt van de Erasmus. Vanaf 30 mei 1976 werd gereden onder treinnummer TEE 16/17. Hierbij werd tussen Mainz en München niet meer via Frankfurt en Würzburg gereden, maar via de 10 km kortere zuidelijke route, Mainz-Mannheim-Heidelberg-Stuttgart-Ulm-Augsburg-München. Op 27 mei 1979 werd het Nederlandse eindpunt Den Haag gewijzigd in Amsterdam en reed de trein onder de nummers TEE 26/27 niet verder dan Frankfurt am Main op 481 km van Amsterdam. Voor de reizigers uit Würzburg en Neurenberg reed op vrijdag een doorgaand rijtuig mee uit Nürnberg.

### Rollend materieel
De treindienst werd meteen gestart met elektrische tractie met getrokken rijtuigen.

#### Tractie
Als locomotieven zijn de 1100 op het Nederlandse traject ingezet, tussen Frankfurt en Emmerik de serie 103 en tussen Frankfurt en München de serie 112. Vanaf 30 mei 1976 werd het hele Duitse traject gereden door een 103.

#### Rijtuigen
Als rijtuigen werden de rijtuigen van het type Rheingold ingezet. De TEE Rheingold reed vanaf 3 juni 1973 met het panoramarijtuig door tot in Nederland. De Erasmus werd ook voorzien van een panoramarijtuig. De rijtuigen van de beide TEE's werden 's nachts omgewisseld tussen Den Haag en Hoek van Holland. Door het wegvallen van de TEE Rheinpfeil en daarmee van de rijtuiguitwisseling met de Rheingold, zouden de panoramarijtuigen van de Rheingold nooit meer langs de werkplaats in München komen. Door de nachtelijke omwisseling in Nederland ontstond een omloop waarbij ieder panoramarijtuig eens in de vijf dagen in München was voor onderhoud. Als restauratierijtuig werden de ex-Rheingold-restauratierijtuigen, type WRm, ingezet. Vanaf 30 mei 1976 werd het panoramarijtuig vervangen door een servicerijtuig met bar, treintelefoon en werkcoupés en het restauratierijtuig door een van het type WRmz. De maximumsnelheid van de rijtuigen, en dus ook van de trein, was 200 km/u.

### Route en dienstregeling 1973
| DM    | land      | station           | km  | MD    |
| ----- | --------- | ----------------- | --- | ----- |
| 09:55 | Nederland | Den Haag HS       | 0   | 20:01 |
| 10:37 | Nederland | Utrecht           | 61  | 19:20 |
|       | Nederland | Arnhem            | 119 |       |
|       | Duitsland | Emmerik           | 149 |       |
| 12:13 | Duitsland | Duisburg          | 218 | 17:45 |
| 12:26 | Duitsland | Düsseldorf        | 241 | 17:32 |
| 13:05 | Duitsland | Keulen            | 281 | 17:06 |
| 13:24 | Duitsland | Bonn              | 315 | 16:33 |
|       | Duitsland | Koblenz           | 374 |       |
|       | Duitsland | Mainz             | 466 |       |
| 15:24 | Duitsland | Frankfurt am Main | 504 | 14:36 |
| 16:40 | Duitsland | Würzburg          | 637 | 13:15 |
| 19:14 | Duitsland | München           | 915 | 10:41 |

## Intercity
Op 1 juni 1980 kreeg de Erasmus ook tweedeklasrijtuigen en werd hij geïntegreerd in het intercitynetwerk van de DB. De route werd veranderd in Amsterdam - Keulen - Frankfurt - München - Innsbruck en het treinnummer werd IC 124, 125.

## EuroCity
Op 31 mei 1987 werd de trein opgenomen in het EuroCity net met de nummers EC 24,25. De route bleef ongewijzigd tot 2 juni 1991. De route werd eerst ingekort tot Amsterdam - Keulen en op 3 november 2000 werd de treindienst overgenomen door de ICE waarmee een eind kwam aan de Erasmus als EuroCity.